# Biotyp
Biotyp – (ekol.) grupa organizmów lub wirusów danego gatunku o takim samym genomie, która wyróżnia się wśród innych osobników tego gatunku szczególnymi cechami, np. zachowaniem, doborem pokarmu, zwyczajami rozrodczymi itp.
Przykładem może być flora bakteryjna, zasiedlająca organizmy ludzkie. Każdy człowiek ma wiele biotypów bakteryjnych właściwych wyłącznie dla niego, wykształconych w ciągu jego życia.